# Wapen van Anderlecht

Wapen van Anderlecht

Het wapen van Anderlecht werd in 1818 aan de Brusselse gemeente Anderlecht toegekend. Deze toekenning werd gedaan door de Hoge Raad van Adel. Na de afscheiding van België werd in 1840 het wapen opnieuw aan de gemeente toegekend.
Het wapen is officieel verleend ten tijde van het Verenigd Koninkrijk der Nederlanden. Omdat Anderlecht indertijd nog geen officieel wapen had, werd het verleend in de rijkskleuren blauw met goud. Bij deze toekenning is geen tekst toegevoegd, hierdoor was in die tijd het wapen leidend. De gemeente gebruikt dit wapen tot op heden.

## Blazoenering
In 1818 kreeg het wapen de volgende, foutieve, blazoenering mee: Een groen veld met het gulden beeld van H. Guido. Tegenwoordig heeft Anderlecht een correcte wapenomschrijving en die luidt als volgt
In lazuur een Sint-Guido van goud.
Het wapen toont Sint-Guido, de beschermheilige van Anderlecht. Zittend op een knie, houdend in de rechterhand een zweep en de linkerhand opgericht naar de hemel. Achter de heilige twee liggende paarden en geheel rechts een eg. Alles is van goud op een blauw schild.